# Ramón Bayeu y Subías
Ramón Bayeu y Subías (Zaragoza, 2 de dezembro de 1744 – Aranjuez, 1 de março de 1793) foi um pintor e gravurista espanhol.
Obteve o primeiro prêmio na Real Academia de Bellas Artes de San Fernando em 1766, derrotando Goya, de quem era cunhado, e com isso ganhando uma bolsa de estudos em Roma.
Realizou 35 projetos de tapeçarias para a Real Fábrica de Tapices, que se contam entre suas melhores criações, e colaborou com Goya em diversas encomendas importantes de pintura em Valladolid, Zaragoza, Valdemoro e Madrid. Também executou em gravura diversas cópias de obras celebres.